# American Meteorological Society
Die American Meteorological Society (AMS) fördert die Entwicklung und Verbreitung von Wissen aus der Meteorologie. Sie befasst sich aber auch mit den dieser nahestehenden Wissenschaften wie z. B. der Ozeanografie und der Hydrologie sowie deren Anwendungsmöglichkeiten. Gegründet wurde die AMS im Jahre 1919 und hat heute über 11.000 Mitglieder.
Zu ihren Preisen gehören die Carl-Gustaf Rossby Research Medal und der Jule G. Charney Award und in Ozeanographie die Sverdrup Gold Medal und der Henry Stommel Research Award.

## Publikationen
Die AMS veröffentlicht mehrere Zeitschriften über die Erdatmosphäre, die Ozeanografie und die Hydrologie:
- Bulletin of the American Meteorological Society
- Earth Interactions
- Journal of Applied Meteorology
- Journal of Atmospheric and Oceanic Technology
- Journal of Climate
- Journal of Hydrometeorology
- Journal of Physical Oceanography
- Journal of the Atmospheric Sciences
- Meteorological Monographs
- Monthly Weather Review
- Weather and Forecasting

Die AMS stellt im Internet ein Glossar mit englischen Begriffen aus der Meteorologie bereit:
- glossary of meteorology. American Meteorological Society, abgerufen am 16. Juni 2016.